# Commission de la culture et de l'éducation
Pour les articles homonymes, voir Commission de la Culture.

La commission de la culture et de l'éducation (CULT) est l'une des 22 commissions et sous-commissions du Parlement européen.

## Rôle
La commission se focalise sur six points en particulier :
- les aspects culturels de l'Union européenne, et en particulier la sauvegarde du patrimoine culturel, les échanges culturels et de la création artistique des pays de l'Union européenne ;
- la politique d'éducation de l'UE, aussi bien au niveau scolaire que non-scolaire (musées, bibliothèques) ;
- le développement d'une politique de l'audiovisuel et de son lien avec les systèmes d'information sur l'éducation ;
- une politique de développement des sports et loisirs, et d'une politique sur la jeunesse ;
- une politique des médias ;
- une coopération avec les pays du tiers-monde dans les domaines de la culture et de l'éducation, ainsi que des relations avec les organisations et institutions internationales.

## Présidence
| Période     | Titulaire         | Pays      | Groupe politique |
| ----------- | ----------------- | --------- | ---------------- |
| 2004 – 2007 | Níkos Sifounákis  | Grèce     | PSE              |
| 2007 – 2009 | Katerína Batzelí  | Grèce     | PSE              |
| 2009 – 2014 | Doris Pack        | Allemagne | PPE              |
| 2014 – 2017 | Silvia Costa      | Italie    | S&D              |
| 2017 – 2019 | Petra Kammerevert | Allemagne | S&D              |
| 2019 – 2024 | Sabine Verheyen   | Allemagne | PPE              |
| 2024 –      | Nela Riehl        | Allemagne | Verts/ALE        |

## Membres
Elle est composée de 69 membres.

### Législature 2004-2009
Membres clés
| Nom                                                       | Position au sein de la commission | Pays      | Groupe politique |
| --------------------------------------------------------- | --------------------------------- | --------- | ---------------- |
| Níkos Sifounákis (2004-2007) Katerína Batzelí (2007-2009) | Président                         | Grèce     | PSE              |
| Pál Schmitt                                               | Vice-président                    | Hongrie   | PPE-DE           |
| Helga Trüpel                                              | Vice-présidente                   | Allemagne | Verts/ALE        |
| Manolis Mavrommatis                                       | Vice-président                    | Grèce     | PPE-DE           |

### Législature 2009-2014
Membres clés
| Nom               | Position au sein de la commission | Pays      | Groupe politique |
| ----------------- | --------------------------------- | --------- | ---------------- |
| Doris Pack        | Présidente                        | Allemagne | PPE              |
| Helga Trüpel      | Vice-présidente                   | Allemagne | Verts/ALE        |
| Timo Soini        | Vice-président                    | Finlande  | EFD              |
| Lothar Bisky      | Vice-président                    | Allemagne | GUE/NLG          |
| Morten Løkkegaard | Vice-président                    | Danemark  | ADLE             |

### Législature 2019-2024
Membres clés
| Nom             | Position au sein de la commission | Pays      | Groupe politique |
| --------------- | --------------------------------- | --------- | ---------------- |
| Sabine Verheyen | Présidente                        | Allemagne | PPE              |
| Romeo Franz     | Vice-président                    | Allemagne | Verts/ALE        |
| Dace Melbārde   | Vice-présidente                   | Lettonie  | CRE              |
| Andrea Bocskor  | Vice-présidente                   | Hongrie   | PPE              |